# Bequiria
Bequiria (en griego, Βεχειριάς) era el nombre de una antigua colonia griega del mar Negro.  
Es citada en el Periplo de Pseudo-Escílax, donde se la menciona como una ciudad griega que disponía de un puerto en la que habitaba la tribu de los bequires. Esta tribu era vecina de los ecequires, que habitaban Odinio y Limne y, por otro lado, de los macrocéfalos, que vivían en la ciudad de Trapezunte.